# Schmidt Hammer Lassen

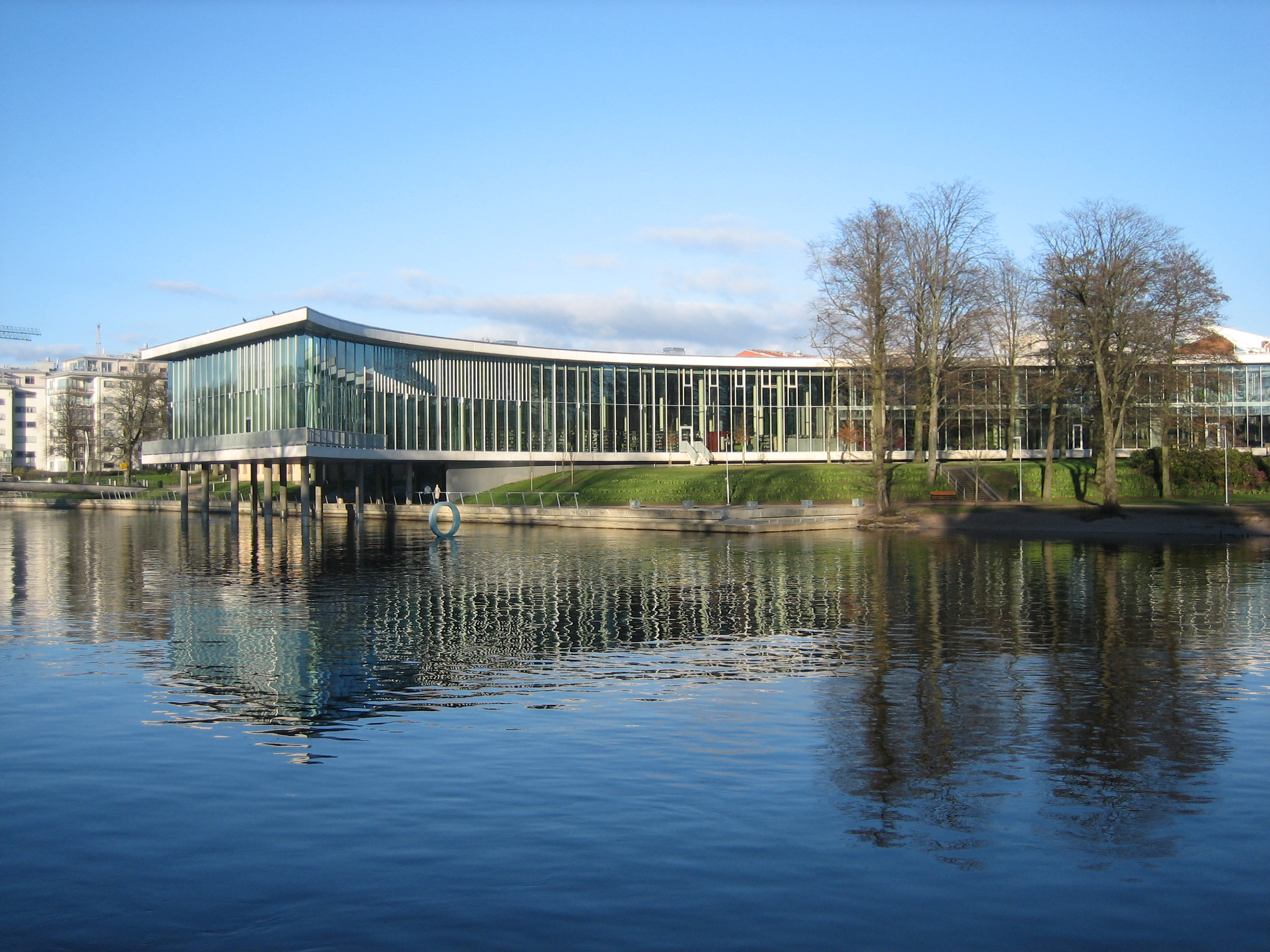
Halmstads stadsbibliotek

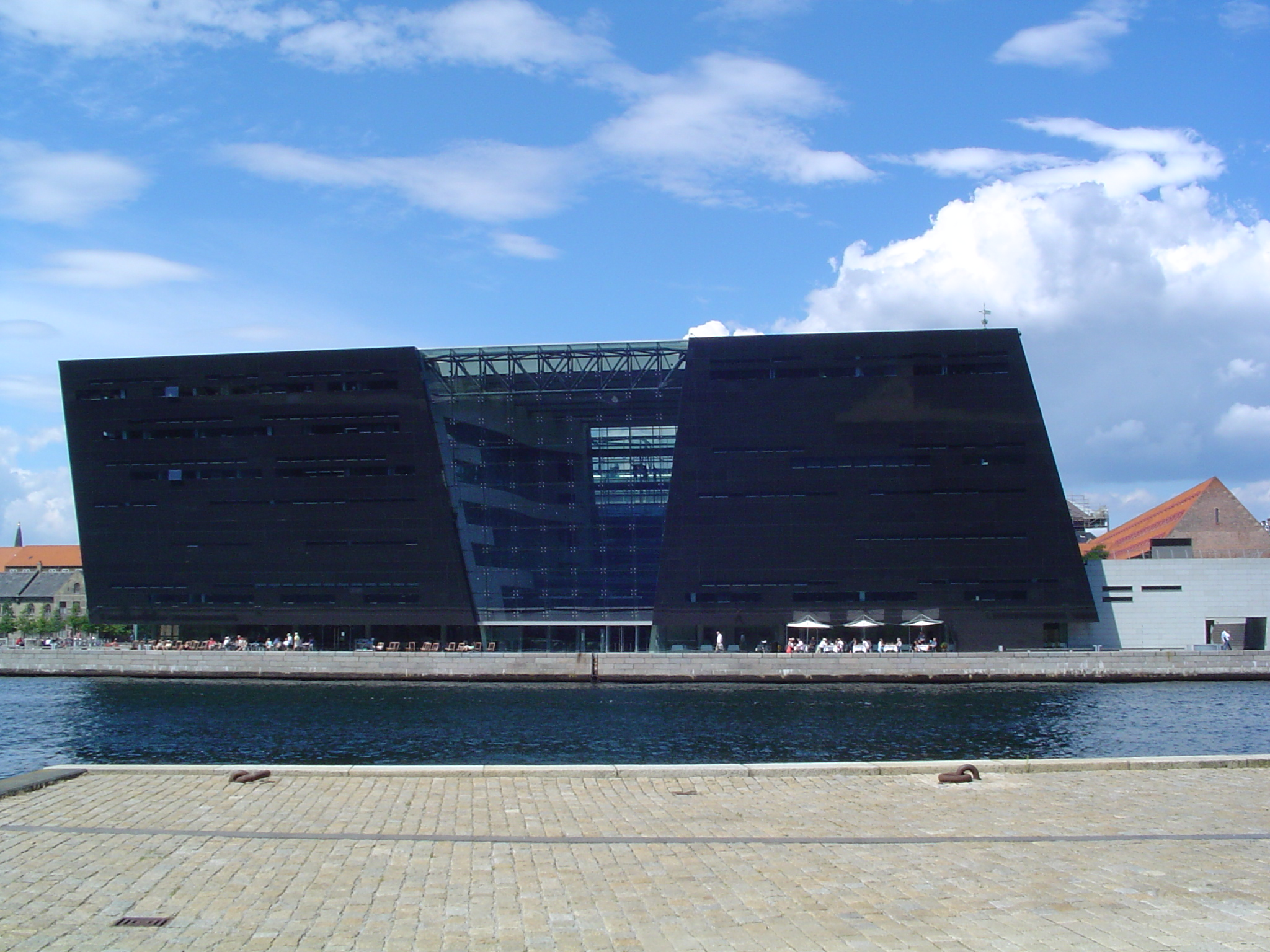
Det Kongelige Bibliotek i Köpenhamn

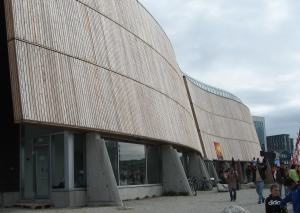
Kulturhuset Katuaq i Nuuk

Schmidt Hammer Lassen är en dansk arkitektbyrå, som hör till de ledande i Skandinavien. Den bildades 1986 och har kontor i Köpenhamn, Århus, London, Shanghai och Singapore. 
Schmidt Hammer Lassen utvecklade tillsammans med det danska företaget Fiberline Composites A/S byggmaterielsystemet Fiberline fasadsystem, vilket ingår Danmarks kulturkanon under kategorin Design och konsthantverk. 

## Byggnader i urval
- ARoS Aarhus Kunstmuseum
- Det Kongelige Bibliotek i Köpenhamn (Den Sorte Diamant)
- Halmstads stadsbibliotek
- Växjö stadsbibliotek (tillbyggnad)
- Den nya hovrättsbyggnaden i Malmö
- Kulturhuset Katuaq i Nuuk
- Malmö Live